# Myrmekiaphila foliata
Myrmekiaphila foliata là một loài nhện trong họ Euctenizidae. Loài này phân bố ở Hoa Kỳ.